# Ulica Zygmunta Modzelewskiego w Warszawie
Ulica Zygmunta Modzelewskiego – ulica w warszawskiej dzielnicy Mokotów.

## Położenie i charakterystyka
Ulica znajduje się w warszawskiej dzielnicy Mokotów, na obszarach Miejskiego Systemu Informacji Służew, Ksawerów i Wierzbno. Biegnie od terenów toru wyścigów konnych Służewiec do ulicy Antoniego Malczewskiego. Przebiega przez jednostki niższego rzędu Osiedle Służewiec Południowy i Osiedle Wierzbno w dzielnicy Mokotów. Jej długość wynosi ok. 2,86 km. Składa się z dwóch niepołączonych odcinków.
Wzdłuż ulicy wybudowano osiedla mieszkaniowe (od południa): Służewiec Mieszkaniowy (wybudowane w okresie 1952–1956), osiedle Prototypów (1960–1965), Służew Fort (1972–1977), Ksawerów (1962–1968), Domaniewska (1970–1977) i Wierzbno (1955–1970). Przy ulicy znajdują się także fort VIIA Twierdzy Warszawa, kościół Matki Bożej Anielskiej (nr 98a) i Studio Polskiego Radia im. Witolda Lutosławskiego (nr 59). Wybudowano także budynki mieszkalne: Smyczkowa 22, Apartamenty nad Potokiem (nr 23), Cascade Residence (nr 63), Modzelewskiego 26, Modzelewskiego 37, Mokotowska Szpilka (ul. Woronicza 32) i Villa Almerico (ul. Woronicza 34) oraz budynki biurowe: Modzelewskiego 77, Sky Office Center (ul. Rzymowskiego 31) i biurowiec Graffit (ul. Domaniewska 28). Swoją siedzibę ma tu Instytut Geodezji i Kartografii (nr 27) oraz Wydział Zarządzania Uniwersytetu Warszawskiego (ul. Szturmowa 1/3).

## Nazwa
Nazwa ulicy została nadana przez Radę Narodową m.st. Warszawy w 1961 roku. Jej patronem został ekonomista, dyplomata i polityk komunistyczny Zygmunt Modzelewski (1900–1954). Wcześniej określana była roboczą nazwą al. Niepodległości-Bis.
W 2017 roku Wojewoda Mazowiecki wydał zarządzenie zastępcze zmieniające patrona ulicy na muzyka, poetę i autora tekstów Jacka Kaczmarskiego (1957–2004). Zmiana została dokonana w związku z wejściem w życie ustawy o zakazie propagowania komunizmu lub innego ustroju totalitarnego przez nazwy budowli, obiektów i urządzeń użyteczności publicznej. Instytut Pamięci Narodowej uznał, iż nazwa ulicy propaguje komunizm. W 2018 roku Wojewódzki Sąd Administracyjny w Warszawie uchylił zarządzenie wojewody ze względu na wady prawne, a Naczelny Sąd Administracyjny podtrzymał wyrok sądu I instancji.